# Platypalpus nudithorax
Platypalpus nudithorax är en tvåvingeart som beskrevs av Chvala 1975. Platypalpus nudithorax ingår i släktet Platypalpus och familjen puckeldansflugor. Inga underarter finns listade i Catalogue of Life.